# Michal Tomič
Michal Tomič (* 30. März 1999 in Myjava) ist ein slowakischer Fußballspieler.

## Karriere

### Verein
Aus der Jugend des FK Senica wurde er an Sampdoria Genua ausgeliehen, wo er in der U17 und der U19 spielte. Nach dem Ende der Leihe ging er dann auch fest in deren Jugend über. Im August 2018 folgte eine Leihe zu MŠK Žilina, wo er in der slowakischen Liga sein Debüt am 25. August 2018 dann hatte. Zur Spielzeit 2019/20 wechselte er dann auch fest zu Žilina, hier fiel er aufgrund einer Knieverletzung dann aber ab November 2019 erst einmal aus. So verließ er den Klub zur Saison 2020/21 dann auch Ablösefrei wieder und schloss sich in Tschechien dem 1. FC Slovácko an. Dort hatte er dann auch erst Mitte Dezember 2020 sein Debüt. Aufgrund erneuter Knieprobleme kam er aber erst regelmäßig wieder im April 2021 zum Einsatz. In den folgenden Jahren war er zwar immer im Kader der Mannschaft, bekam aber auch schwankende Einsatzzeiten und fungierte zumeist nur als Einwechselspieler. In der Spielzeit 2022/23 der Conference League, erreichte er mit seinem Team die Gruppenphase und war hier auch in vier Partien im Einsatz, dort sogar fast immer in der Startelf. So erzielte er auch ein Tor für seine Mannschaft bei dem 2:1-Auswärtssieg über OGC Nizza.
Für eine Ablöse von gut 210.000 € schloss er sich im Februar 2023 dann Slavia Prag an welche ihn für den Rest der Saison erst einmal an Mladá Boleslav verliehen. Im Sommer 2024 wurde er bis Ende Januar 2025 an den norwegischen Erstligisten FK Bodø/Glimt verliehen.

### Nationalmannschaft
Nach Einsätzen mit der slowakische U16 spielte er mit der U17 in der Qualifikation für mehrere Europameisterschaften und wiederholte dies nach einem Freundschaftsspiel mit der U18 dann auch mit der U19. Nach ein paar weiteren Freundschaftsspielen bei der U20, nahm er mit der U21 dann an ein paar Partien der Qualifikation für die Europameisterschaft 2021 im Herbst 2019 teil.
Sein Debüt im Trikot der slowakischen A-Nationalmannschaft, hatte er am 23. März 2023 bei einem 0:0 gegen Luxemburg in der Qualifikation für die Europameisterschaft 2024, wo er zur 82. Minute für Peter Pekárik eingewechselt wurde. Während der Qualifikation kam er dann auch noch zu zwei weiteren Einsätzen für die Mannschaft.